# Djeca Sunca
Djeca Sunca je sedmodjelni hrvatski znanstveno-popularni igrano-dokumentarni serijal. Urednik i scenarist je Krešimir Mišak. Redatelj i scenarist Mislav Hudoletnjak. Objavljen je 2012. godine. Snimljen je u produkciji HRT-a. Epizode traju po 50 minuta. Sniman je na više kontinenata i pripreman nekoliko godina. Serijal osebujno prikazuje uzajamni odnos sunca i ljudi kroz povijest, kakav je on danas i kakav će biti u budućnosti, od tehnološkog, mitološkog pa do zdravstvenog gledišta. Sudjeluju brojni svjetski stručnjaci. Ističe se britanski astronom David Whitehouse.